# Platja d'en Carbassó
La platja d'en Carbassó és una platja natural del municipi de Colera (Alt Empordà) situada al tram de costa conegut com la Ratllada, a la muntanya dels Canons, enfront de l'illa Grossa, l'illa Petita i l'illot del Burro. Té una longitud de 45 m i una amplada de 5 m. Orientada a sud-est, la superfície de la platja està composta de sorra gruixuda, de color fosc.